# West Baraboo, Wisconsin
West Baraboo là một làng thuộc quận Sauk, tiểu bang Wisconsin, Hoa Kỳ. Năm 2006, dân số của làng này là 1248 người.